# Командный чемпионат СССР по шахматной композиции 1963/1964
Командный чемпионат СССР по шахматной композиции 1963—1964 — 4-й командный чемпионат.
Проводился по 6 разделам: двух-, трёх-, многоходовки и этюды — по 2 темы, кооперативные и обратные маты — по 1. Число композиций от каждой команды и их оценка прежние. 
Участники — 11 команд: 104 задачи и этюда. Зачётных композиций — 52.  
Победитель — команда Ленинграда (73½ очка из 110). 
Судьи: А. Копнин и Э. Лившиц (двухходовки), А. Ярославцев и А. Домбровскис (трёхходовки), Р. Кофман и В. Руденко (многоходовки), В. Корольков и 3. Бирнов (этюды), И. Крихели (кооперативные маты), В. Чепижный (обратные маты). 
Составы команд-победительниц: 
1. Ленинград — Ф. Бараш, Л. Кацнельсон, Корольков, Попандопуло, Ю. Сушков, Чеховер;
2. Белоруссия — Гебельт, Каменецкий, В. Клюкин, Плостак, Стригунов, В. Сычёв, Цырулик, Г. Шмуленсон;
3. Москва — Владимиров, Н. Кралин, Ал. Кузнецов, Ан. Кузнецов, В. Лидер, Лошинский, Чепижный.

## Таблица
| Команды                      | Разделы, число досок и зачётных очков | Разделы, число досок и зачётных очков | Разделы, число досок и зачётных очков | Разделы, число досок и зачётных очков | Разделы, число досок и зачётных очков | Разделы, число досок и зачётных очков | Разделы, число досок и зачётных очков | Разделы, число досок и зачётных очков | Разделы, число досок и зачётных очков | Разделы, число досок и зачётных очков | Разделы, число досок и зачётных очков | Разделы, число досок и зачётных очков | Разделы, число досок и зачётных очков | Разделы, число досок и зачётных очков | Разделы, число досок и зачётных очков | Очки |
| Команды                      | двухходовки                           | двухходовки                           |                                       | трёхходовки                           | трёхходовки                           |                                       | многоходовки                          | многоходовки                          |                                       | этюды                                 | этюды                                 |                                       | кооперативные маты                    |                                       | обратные маты                         | Очки |
| Команды                      | 1                                     | 2                                     |                                       | 1                                     | 2                                     |                                       | 1                                     | 2                                     |                                       | 1                                     | 2                                     |                                       | 1                                     |                                       | 1                                     | Очки |
| ---------------------------- | ------------------------------------- | ------------------------------------- | ------------------------------------- | ------------------------------------- | ------------------------------------- | ------------------------------------- | ------------------------------------- | ------------------------------------- | ------------------------------------- | ------------------------------------- | ------------------------------------- | ------------------------------------- | ------------------------------------- | ------------------------------------- | ------------------------------------- | ---- |
| Ленинград                    | 10½                                   | 9                                     |                                       | 6                                     | 0                                     |                                       | 10                                    | 8                                     |                                       | 11                                    | 10                                    |                                       | 9                                     |                                       | 0                                     | 73½  |
| Белоруссия                   | 2                                     | 0                                     |                                       | 11                                    | 0                                     |                                       | 0                                     | 0                                     |                                       | 5                                     | 11                                    |                                       | 11                                    |                                       | 10                                    | 50   |
| Москва                       | 8                                     | 10                                    |                                       | 0                                     | 10                                    |                                       | 0                                     | 11                                    |                                       | 0                                     | 0                                     |                                       | 10                                    |                                       | 0                                     | 49   |
| Латвия                       | 9                                     | 0                                     |                                       | 10                                    | 9                                     |                                       | 0                                     | —                                     |                                       | 7                                     | 0                                     |                                       | 8                                     |                                       | 0                                     | 43   |
| РСФСР (Курганская область)   | 6                                     | 8                                     |                                       | 9                                     | 0                                     |                                       | 0                                     | 0                                     |                                       | 0                                     | 9                                     |                                       | 7                                     |                                       | 0                                     | 39   |
| Украина-1                    | 0                                     | 11                                    |                                       | —                                     | 0                                     |                                       | 0                                     | —                                     |                                       | 9                                     | 0                                     |                                       | 5                                     |                                       | 11                                    | 36   |
| Грузия                       | 3                                     | 0                                     |                                       | 0                                     | —                                     |                                       | 9                                     | —                                     |                                       | 8                                     | 0                                     |                                       | 6                                     |                                       | 9                                     | 35   |
| РСФСР (сборная)              | 4                                     | 7                                     |                                       | 0                                     | 11                                    |                                       | 11                                    | 0                                     |                                       | 0                                     | 0                                     |                                       | 0                                     |                                       | 0                                     | 33   |
| Украина-2                    | 5                                     | 0                                     |                                       | 5                                     | 0                                     |                                       | 0                                     | 9                                     |                                       | 10                                    | 0                                     |                                       | 0                                     |                                       | 0                                     | 29   |
| РСФСР (Свердловская область) | 10½                                   | 0                                     |                                       | 7                                     | 0                                     |                                       | 0                                     | 10                                    |                                       | 0                                     | 0                                     |                                       | 0                                     |                                       | 0                                     | 27½  |
| Казахстан                    | 7                                     | 0                                     |                                       | 8                                     | —                                     |                                       | 0                                     | 0                                     |                                       | 6                                     | 0                                     |                                       | 0                                     |                                       | 0                                     | 21   |